# Bumahen
Bumahen ou Bumehen (Persan: بومهن) est une ville et la capitale du district de Bumehen dans le comté de Pardis, province de Téhéran, Iran. Elle était auparavant le centre administratif du district rural de Siyahrud jusqu'à ce que son capital soit transférée au village de Tellow-e Bala,.

## Démographie

### Population
Lors du recensement national de 2006, la population de la ville était de 43 004 habitants dans 11 667 ménages, alors qu'elle faisait partie du district central du comté de Téhéran. Le recensement suivant en 2011 a compté 53 451 personnes dans 15 729 ménages. Le recensement de 2016 a mesuré la population de la ville à 79 034 personnes dans 24 385 ménages, date à laquelle elle avait été séparée du comté lors de la création du comté de Pardis. Bumahen a été transférée dans le nouveau district de Bumahen,,.